# Liste der höchsten Gebäude in Guangzhou
Die Liste der höchsten Gebäude in Guangzhou listet alle Gebäude Guangzhous mit einer Höhe von mindestens 250 Metern auf. Angegeben werden auch Gebäude, die sich derzeit im Bau befinden.

## Beschreibung
Die Stadt Guangzhou bildet am Perlflussdelta zusammen mit Hongkong und Shenzhen eine Megametropole von über 40 Millionen Einwohnern im Süden der Volksrepublik China. Seit der Liberalisierung der chinesischen Wirtschaft herrscht in dieser Region ein enormer Bauboom der sich neben Shenzhen auch auf Guangzhou auswirkt. Anfang 2019 wurden in der Stadt insgesamt 108 Wolkenkratzer mit einer strukturellen Höhe von mehr als 150 Metern fertiggestellt. Weltweit belegt die Stadt damit Platz 9 in der Rangliste der Städte mit den meisten Wolkenkratzern. Derzeit sind 25 weitere Wolkenkratzer im Bau. Das derzeit höchste Gebäude der Stadt ist das 530 Meter hohe Chow Tai Fook Centre, was 2016 fertiggestellt wurde. Höchste architektonische Struktur ist der 600 Meter Hohe Canton Tower, ein Fernsehturm.

## Liste

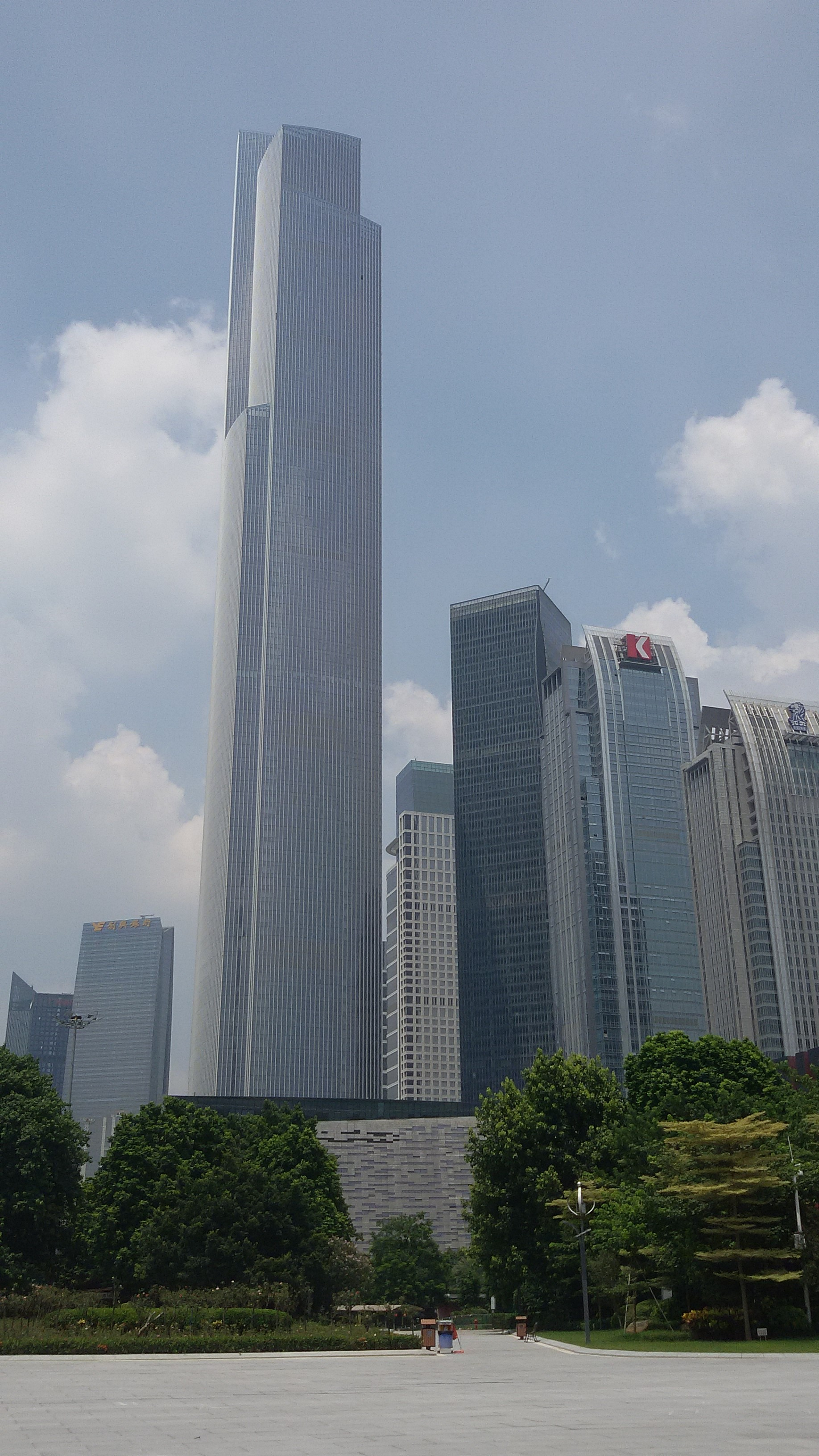
Chow Tai Fook Centre höchstes Gebäude Guangzhous und siebthöchstes der Welt
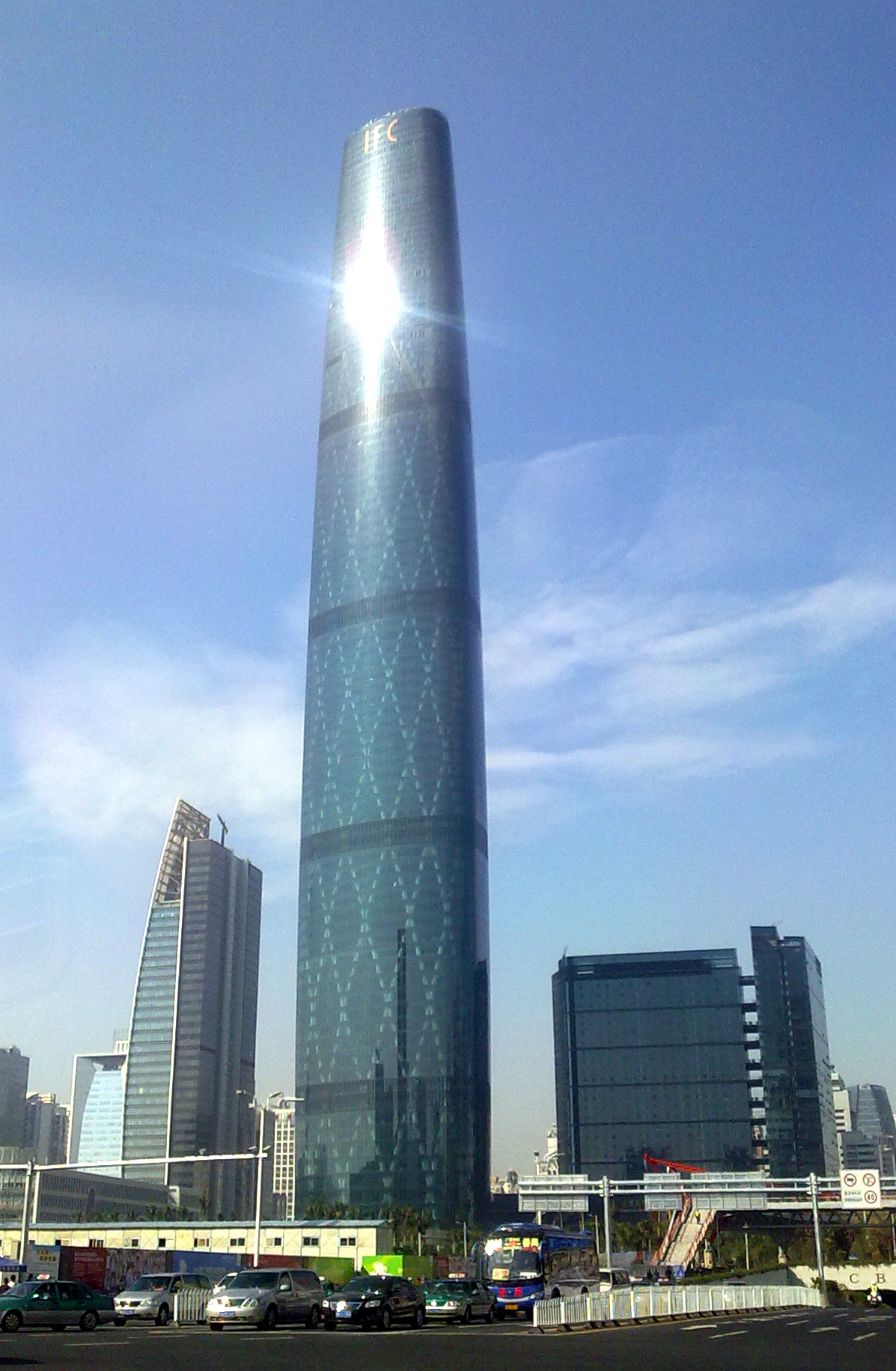
Guangzhou International Finance Center
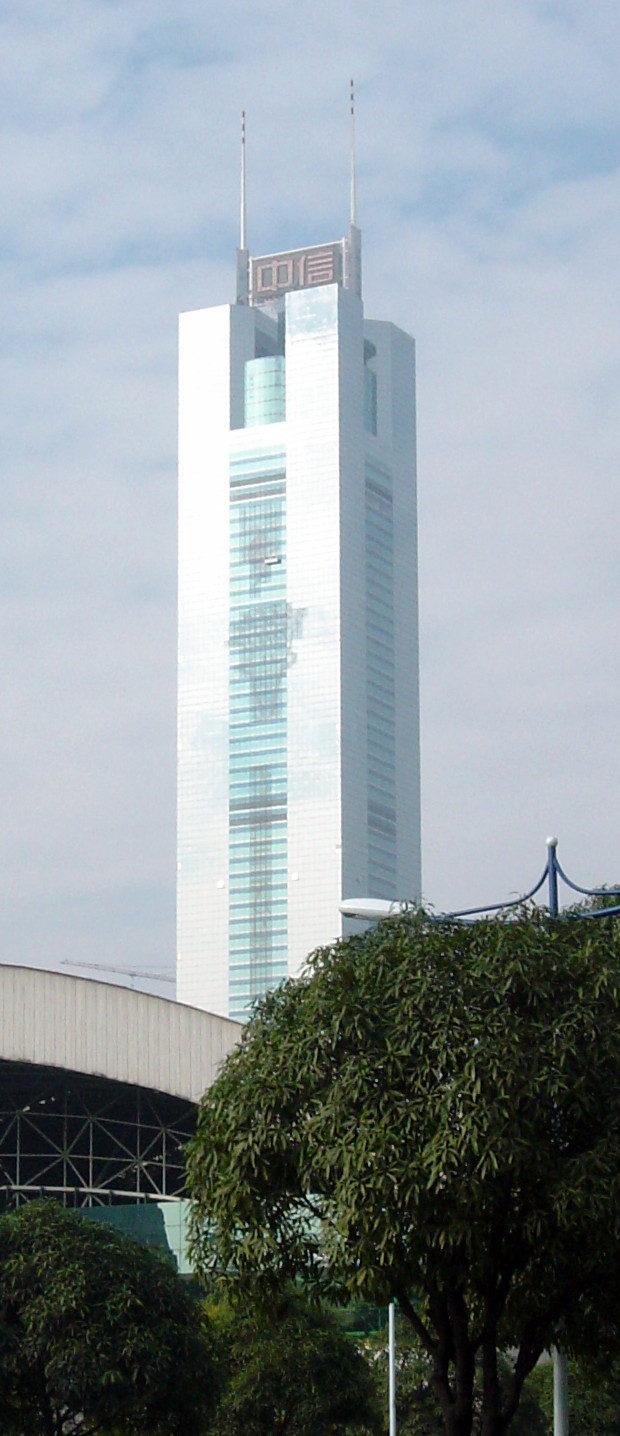
CITIC Plaza
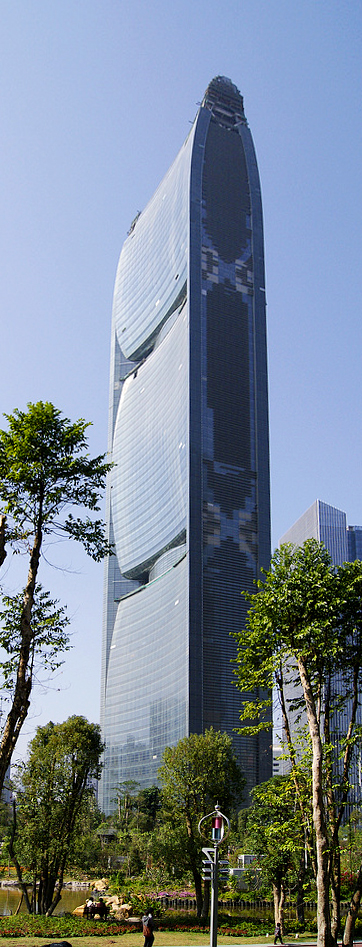
Pearl River Tower

| Nr. | Name                                           | Höhe    | Etagen | Baujahr | Status    |
| --- | ---------------------------------------------- | ------- | ------ | ------- | --------- |
| 1   | Chow Tai Fook Centre                           | 530 m   | 111    | 2016    | bestehend |
| 2   | Guangzhou International Finance Center         | 438,6 m | 103    | 2010    | bestehend |
| 3   | CITIC Plaza                                    | 390,2 m | 80     | 1996    | bestehend |
|     | Guangdong Business Center 1                    | 375,5 m | 60     | -       | im Bau    |
| 4   | The Pinnacle                                   | 350,3 m | 60     | 2012    | bestehend |
|     | East Gate Tower                                | 350 m   | -      | -       | im Bau    |
|     | Huijin Center 1                                | 320 m   | 69     | 2020    | im Bau    |
|     | Junchao Plaza                                  | 320 m   | 67     | -       | bestehend |
| 5   | Global City Square                             | 318,9 m | 67     | 2016    | bestehend |
| 6   | Poly Pazhou C2                                 | 311 m   | 61     | 2017    | bestehend |
| 7   | Pearl River Tower                              | 309,4 m | 71     | 2013    | bestehend |
| 7   | Guangzhou Fortune Center                       | 309,4 m | 68     | 2015    | bestehend |
| 9   | Guangfa Securities Headquarters                | 308 m   | 59     | 2018    | bestehend |
| 10  | Leatop Plaza                                   | 302,7 m | 64     | 2012    | bestehend |
|     | San Cheng Finance Tower 1                      | 300 m   | 66     | -       | im Bau    |
| 11  | R&F Yingkai Square                             | 296,2 m | 66     | 2014    | bestehend |
| 12  | GT Land Landmark Plaza South Tower             | 282,8 m | 47     | 2016    | bestehend |
| 13  | Tianhui Plaza C3                               | 270 m   | 60     | 2016    | bestehend |
| 14  | China International Center Tower B             | 269,5 m | 62     | 2007    | bestehend |
| 15  | Dapeng International Plaza                     | 269,4 m | 56     | 2007    | bestehend |
| 16  | Bank of Guangzhou Tower                        | 267,8 m | 57     | 2012    | bestehend |
| 17  | Guangdong Telecom Plaza                        | 260 m   | 68     | 2002    | bestehend |
|     | Cadre City Plaza West Tower                    | 257 m   | 60     | 2019    | im Bau    |
| 18  | R&F International Business Center Phase 2      | 252,6 m | 53     | 2016    | bestehend |
| 19  | Banghua World Trade Center                     | 250 m   | 55     | 2017    | bestehend |
| 19  | South China International Wharf Service Center | 250 m   | 55     | 2018    | bestehend |